# Rönnebergs, Onsjö och Harjagers domsagas tingslag
Rönnebergs, Onsjö och Harjagers domsagas tingslag var mellan 1874 och 1 juli 1967 ett tingslag. Tingsplatsen var till 1948 Åkarp vid Marieholm med Landskrona som kansliort. Från 1948 utnyttjades Landskrona rådhusrätts sessionssal för domstolsförhandlingar. Tingslaget utgjorde  en egen domsaga, Rönnebergs, Onsjö och Harjagers domsaga och omfattade de socknar som ingick i häraderna. 1 juli 1967 uppgick tingslaget i Landskrona domsagas tingslag och häradsrätten uppgick i denna domsagas häradsrätt.

## Administrativ historik
Tingslaget bildades 1 januari 1874 (enligt beslut den 9 september 1873) genom sammanslagning av Rönnebergs härads tingslag, Onsjö härads tingslag och Harjagers härads tingslag som inledningsmässigt hade som tingsplats Onsjö härads tingsplats i Åkarp vid Marieholm och Landskrona som kansliort. Mellan 1911 och 1916 ingick Eslövs stad i tingslaget. Från 1948 utnyttjades Landskrona rådhusrätts sessionssal för domstolsförhandlingar. År 1952 utökades domsagan med Stenestads socken. 1 juli 1967 uppgick tingslaget i Landskrona domsagas tingslag och häradsrätten uppgick i denna domsagas häradsrätt.

## Befolkningsutveckling
| Befolkningsutvecklingen i Rönnebergs, Onsjö och Harjagers domsagas tingslag 1880–1965 | Befolkningsutvecklingen i Rönnebergs, Onsjö och Harjagers domsagas tingslag 1880–1965 | Befolkningsutvecklingen i Rönnebergs, Onsjö och Harjagers domsagas tingslag 1880–1965 | Befolkningsutvecklingen i Rönnebergs, Onsjö och Harjagers domsagas tingslag 1880–1965 | Befolkningsutvecklingen i Rönnebergs, Onsjö och Harjagers domsagas tingslag 1880–1965 |
| --- | ------------------------------------------------------------------------------------- | ------------------------------------------------------------------------------------- | ------------------------------------------------------------------------------------- | ------------------------------------------------------------------------------------- |
| |                                                                                       |                                                                                       |                                                                                       |                                                                                       |
| År |                                                                                       |                                                                                       | Folkmängd                                                                             |                                                                                       |
| 1880 | 1880                                                                                  |                                                                                       | 45 876                                                                                |                                                                                       |
| 1890 | 1890                                                                                  |                                                                                       | 43 573                                                                                |                                                                                       |
| 1900 | 1900                                                                                  |                                                                                       | 45 782                                                                                |                                                                                       |
| 1910 | 1910                                                                                  |                                                                                       | 47 585                                                                                |                                                                                       |
| 1920 | 1920                                                                                  |                                                                                       | 42 957                                                                                |                                                                                       |
| 1930 | 1930                                                                                  |                                                                                       | 40 627                                                                                |                                                                                       |
| 1935 | 1935                                                                                  |                                                                                       | 39 678                                                                                |                                                                                       |
| 1940 | 1940                                                                                  |                                                                                       | 37 694                                                                                |                                                                                       |
| 1945 | 1945                                                                                  |                                                                                       | 36 743                                                                                |                                                                                       |
| 1950 | 1950                                                                                  |                                                                                       | 34 754                                                                                |                                                                                       |
| 1955 | 1955                                                                                  |                                                                                       | 33 372                                                                                |                                                                                       |
| 1960 | 1960                                                                                  |                                                                                       | 31 799                                                                                |                                                                                       |
| 1965 | 1965                                                                                  |                                                                                       | 32 895                                                                                |                                                                                       |
| Anm: För åren 1880-1945: befolkning enligt folkräkning 31 december enligt den administrativa indelningen den 1 januari följande år. 1950 avser befolkning enligt folkräkning den 31 december enligt den administrativa indelningen den 1 januari 1952. 1955 och 1965 avser den kyrkobokförda befolkningen den 31 december enligt den administrativa indelningen den 1 januari följande år. 1960 avser befolkning enligt folkräkning den 1 november enligt den administrativa indelningen den 1 januari följande år. |                                                                                       |                                                                                       |                                                                                       |                                                                                       |